# Gabriel Doutrebente
Gabriel Doutrebente (né à Sorigny le 19 juillet 1844 et mort à Paris le 21 juillet 1911) est un médecin aliéniste français. Il est à la tête de l'asile départemental de Loir-et-Cher durant 26 ans.

## Biographie
Né à Sorigny en 1844, Gabriel Doutrebente est le neveu du Dr Jules Lunier et le petit-neveu du Dr Jules Baillarger. Marié à deux reprises, il a deux fils de sa seconde épouse (Julia Hébert) : Robert (de) (aviateur et champion automobile) et Maurice (médecin anesthésiste). 
Étudiant, il effectue de brillantes études à l'école de médecine de Tours, où il obtient la médaille d'or du prix Tonnelé. Nommé interne à l'asile Saint-Yon de Rouen, il y effectue des recherches sur les caractères héréditaires liés à l'aliénation. Pour ce travail, il obtient le prix Esquirol de l'Académie de médecine. En 1869, il devient interne à l'asile de Charenton. L'année suivante, il soutient une thèse sur la paralysie générale progressive. 
Au moment de la guerre franco-prussienne, il se trouve à Vouvray, où il devient chirurgien en chef des ambulances locales. Une fois le conflit terminé, il s'installe dans la commune afin d'y exercer comme médecin généraliste. Sur les conseils de son oncle, il abandonne cependant cette voie pour revenir à la psychiatrie. En 1876, il devient médecin adjoint de l'asile de Montdevergues avant d'être envoyé à l'asile de Ville-Evrard l'année suivante. En 1879, il est nommé chef de clinique du professeur Ball à l'asile Sainte-Anne.
En 1880, Gabriel Doutrebente prend la succession de son oncle à la tête de l'asile départemental de Blois. Il en conserve la direction jusqu'en 1906 et contribue à sa croissance, fondant notamment l'hospice Dessaigne. 
Devenu membre de la franc-maçonnerie en 1889, le Dr Doutrebente est mis indûment en cause durant l'Affaire des fiches. Des libelles et des chansons lui reprochent alors d'avoir dénoncé des officiers catholiques pour les faire radier de l'armée. Gravement affecté par ces accusations, il quitte le Loir-et-Cher en 1906 et se retire alors à Tours. Il devient ensuite membre de la Commission administrative de l'hôpital général puis, en 1910, directeur du bureau municipal d'hygiène. 
Il meurt après avoir subi une opération à la clinique Velpeau, située rue de la chaise, à Paris.

### Publications
- De l'hospitalisation des aliénés, des épileptiques et des idiots dans le département de Loir-et-Cher, impr. Ch. Herissey, Evreux, 1897
- De l'organisation médicale des asiles d'aliénés, Privat, Toulouse, 1897
- Quarante années de pratique médicale et administrative, 1909 (prix Baillarger en 1910)

### Biographies
- Pierre Duchemin, « Une famille d'aliénistes tourangeaux au XIXe siècle : les docteurs Baillarger, Lunier et Doutrebente », Bulletin de la Société Archéologique de Touraine, vol. XLV,‎ 1997, p. 229-238 (lire en ligne)
- Professeur Régis, Le Docteur Doutrebente, étude dactylographiée puis imprimée, archives départementales de Loir-et-Cher